# Moustapha Alassane
Moustapha Alassane (N'Dougou, 1942 — 17 de marzo de 2015) fue un cineasta nigeriano.
Alassane se graduó en mecánica en  N'Dougou (Níger), su ciudad natal, pero más tarde estudió cine en Niamey. Vivió en Canadá, donde conoció a Norman McLaren, que le enseñó los secretos de la animación tradicional. Alassane es uno de los primeros cineastas africanos. Fue autor de las primeras películas de animación de África subsahariana, dirigiendo también documentales y películas de ficción. Fue jefe de departamento de Cine en la Universidad de Niamey durante 15 años. La crítica y el humor negro está presentes en casi todas sus películas. La rana es su animal favorito y protagonista de la mayoría de sus films de animación, porque Alassane creía que era más divertido animar a ranas que no a humanos. Para trabajar, Alassane utilizaba diferentes materiales, como madera, metal o alambres, cola, tela y esponjas.

## Filmografía

### Como director
- 1962: La Bague du roi Koda
- 1962: Aoure
- 1962: La Pileuse de Mil
- 1962: Le piroguier
- 1963: La mort du Gandji
- 1964: L’arachide de Santchira
- 1966: Le Retour d'un aventurier
- 1966: Bon voyage Sim
- 1967: Malbaza
- 1969: Les contre Bandiers
- 1970: Deela ou Albarka
- 1970: Bon Voyage Sim
- 1971: Jamyya
- 1972: Women Cars Villas Money a.k.a. F.V.V.A.: Femme, Voiture, Villa, Argent
- 1972: Abimbola ou Shaki
- 1973: Siberi
- 1974: Soubane
- 1974: Toula ou Le génie des eaux
- 1975: Zaboa
- 1977: Samba le grand
- 1982: Agwane mon Village
- 1982: Kankamba ou le semeur de discorde
- 1982: Gourimou
- 2000: Soolo
- 2000: Adieu Sim
- 2001: Les magiciens de l'Ader
- 2001: Agaïssa
- 2001: Kokoa
- 2003: Tagimba